# Августа фон Харах
Августа фон Харах (на немски: Auguste Gräfin von Harrach; * 30 август 1800, Дрезден; † 5 юни 1873, Бад Хомбург фор дер Хьое) е като княгиня фон Лигниц втората съпруга на крал Фридрих Вилхелм III от Прусия.

## Живот
Тя е от австрийския благороднически род Харах и е дъщеря на граф Фердинанд Йозеф фон Харах-Рорау (1763 – 1841) и съпругата му фрайин Кристиана фон Райски (1767– 1830). Внучка е на граф Ернст Гуидо фон Харах-Рорау-Танхаузен (1723 – 1783) и имперската графиня Мария Йозефа Анна Барбара фон Дитрихщайн-Николсбург (1736 – 1799).
Августа се запознава с бъдещия ѝ съпруг през 1822 г. в Теплице (Теплиц) в Бохемия, където той е на санаториум. Крал Фридрих Вилхелм III е от 1810 г. вдовец на Луиза фон Мекленбург-Щрелиц. Връзката с Августа графиня фон Харах е за 54-годишния крал проблематична, понеже графинята не е от управляващ род, с 30 години е по-млада и католичка.
Августа се омъжва на 9 ноември 1824 г. в Шарлотенбург за крал крал Фридрих Вилхелм III Пруски (1770 – 1840). Бракът се пази в тайна. Августа получава титлата княгиня фон Лигниц и графиня фон Хоенцолерн. Тя става протестантка на 25 май 1826 г. и живее в Берлин в палата на принцесата, понякога в дворец в Шьонхаузен и в новото крило на дворец Шарлотенбург.
Августа не се занимава с политика и бракът остава бездетен. Тя се грижи за болния крал, обаче заради ниския си ранг няма право да присъства на неговото погребение в Берлинската катедрала.
От 1840 г. като вдовица с добър апанаж, тя продължава да живее в палата на принцесите. Тя престроява вилата Лигниц в началото на парк Сансуси в Потсдам и живее на Женевското езеро във Вила Августа.
Тя пътува до Швейцария, Флоренция, Рим и Англия. Умира през 1873 г. по време на санаториум в Бад Хомбург. Погребана е близо до съпруга си в мавзолея в дворцовия парк Шарлотенбург. Там обаче няма гробна плоча за нея.

## Галерия
- Вила Лигниц, Потсдам-Сансуси
- Мавзолеят като дорийски храм срещу двореца в дворцовия парк Шарлотенбург в Берлин